# Podu Iloaiei
Podu Iloaiei er en by i distriktet Iași i Vestmoldavien, Rumænien. Den har 8.992 (2021), og blev erklæret by i 2005. Fire landsbyer er administreret af byen: Budăi, Cosițeni, Holm og Scobâlțeni.

## Beliggenhed
Podu Iloaiei ligger i den sydlige del af det moldaviske lavland (Câmpia Moldovei) ved udmundingen af åen Bahluieț' i Bahlui. Distriktets hovedstad Iași ligger ca. 25 km øst for Podu Iloaiei.